# Дакке, Нильс
Нильс Дакке (? — 1543 [1550] год)  — предводитель крестьянского восстания в Швеции в XVI веке. 
Убийство судьи, решившего не в его пользу процесс, заставило Дакке бежать в леса. Поднятое им в Смоланде общее восстание крестьян против Густава I Вазы приняло очень опасный характер вследствие сношений воинов Дакке с родственниками короля Кристиана II Датского. Во главе своих отрядов Дакке опустошил много дворянских имений и несколько раз разбил королевские войска, так что в 1542 году Густав I был даже вынужден заключить с ним перемирие. 
Но уже в следующем году Дакке был разбит при Озундене, и восстанию был положен конец. Сам предводитель погиб в Оллаторпете (приход Гуллабо), в районе Сёдра-Мёре, (ныне лен Кальмар), недалеко от тогдашней государственной границы с провинцией Блекинге (Дания). Он был застрелен людьми судебного пристава, которых, как утверждается, возглавлял один из его бывших помощников. На этом месте установлен мемориальный камень. Его тело было доставлено в Кальмар, где его голова публично демонстрировалась в медной короне в назидание другим. Согласно легенде, его сын был умерщвлён голодом в тюремной камере из-за опасений перед возможной ролью в случае нового восстанием.
В шведской истории эти волнения называются швед. Dackefejden.